# Guy Cloutier (producteur)
Pour les articles homonymes, voir Guy Cloutier et Cloutier.
Guy Cloutier, né le 30 avril 1940 à Chicoutimi (Québec), est un imprésario, producteur et homme d'affaires déchu québécois. Au début des années 2000, un scandale de pédophilie où sa culpabilité a été prouvée a mis fin à sa carrière.

## Biographie
Né le 30 avril 1940 à Chicoutimi, élevé à Alma, Guy Cloutier a commencé sa carrière dans la musique en étant propriétaire d'un magasin de disques. Peu après, il est devenu chanteur pour un groupe de musique. De 1964 à 1966, Cloutier a enregistré quelques chansons, dont la reprise d'une chanson de Ritchie Valens.
Il forme la maison de disques Les Productions Guy Cloutier en 1969, basée sur la rue Sherbrooke. En 1993, Les Productions Guy Cloutier déménagent sur le boulevard Saint-Laurent et deviennent PGC Communications inc. Enfin, en 1995, il devient Guy Cloutier Communications.
Il a géré la carrière de différents artistes prometteurs, ayant lancé les carrières de Johnny Farago et de Patrick Zabé. Cependant, c'est avec René Simard et sa sœur Nathalie Simard qu'il atteindra des sommets, tout en abusant sexuellement de Nathalie pendant de longues années, au secret du public jusqu'au jour de son arrestation en 2004.
Dans les années 1990, il a relancé les carrières québécoises de plusieurs artistes français dont, Charles Trenet, Michel Sardou, Dick Rivers, Michel Delpech, Isabelle Aubret, Herbert Léonard, Nicole Croisille, Jean Ferrat, Gérard Lenorman et Charles Aznavour. De plus, il s'est occupé de la carrière de sa fille, Véronique Cloutier, en produisant quelques-unes de ses émissions, dont La Fureur.
En plus de produire La Fureur, Cloutier a apporté son soutien aux émissions télévisées Star d'un soir, Loft Story, Ceci n'est pas un bye-bye et Les saisons de Clodine. En plus, il était le producteur de la comédie musicale Don Juan.
En 2000, il a reçu un prix Félix de l'ADISQ pour souligner l'ensemble de sa carrière artistique. Auparavant, il avait également reçu deux prix Félix comme producteur de l'année. Guy Cloutier a remis ses 3 prix à la suite de pressions de Michel Vastel, auteur de la biographie de Nathalie Simard Briser le silence.

## Incarcération
En 2005, il est incarcéré pour avoir abusé sexuellement pendant plusieurs années de la chanteuse Nathalie Simard lorsqu'elle était une enfant et d'une autre personne dont l'identité est gardée confidentielle par le tribunal. À la suite du procès, Nathalie Simard a intenté un procès au civil contre la compagnie de Cloutier, Novem, nouveau nom de Guy Cloutier Communications, qui appartenait depuis peu à sa fille. Une entente hors cour est intervenue, dont le montant n'a pas été divulgué.
Lors de sa première demande de remise en liberté conditionnelle, le 12 avril 2006, celle-ci est suspendue pour 2 mois, afin que les services correctionnels enquêtent sur une troisième présumée victime qui s'est manifestée le 11 avril 2006 par la voie d'un message électronique directement à la Commission des libérations conditionnelles du Canada du Gouvernement du Canada, rapportant que Guy Cloutier l'a agressée entre 1974 et 1975. La Sûreté du Québec avait confirmé, le jour de l'audience, qu'une enquête était en cours à ce sujet. Elle ne donnera aucun résultat probant.
À la suite des accusations qui ont suivi la publication d'une biographie de Nathalie Simard par Michel Vastel, et à la demande de celui-ci à l'émission Tout le monde en parle, Guy Cloutier a rendu les différents trophées qu'il avait reçus de l'ADISQ.
Le 21 juillet 2006, il est remis en liberté conditionnelle.